# Neivamyrmex longiscapus
Neivamyrmex longiscapus är en myrart som beskrevs av Borgmeier 1953. Neivamyrmex longiscapus ingår i släktet Neivamyrmex och familjen myror. Inga underarter finns listade i Catalogue of Life.